# Komplex Said Scheliker Bei

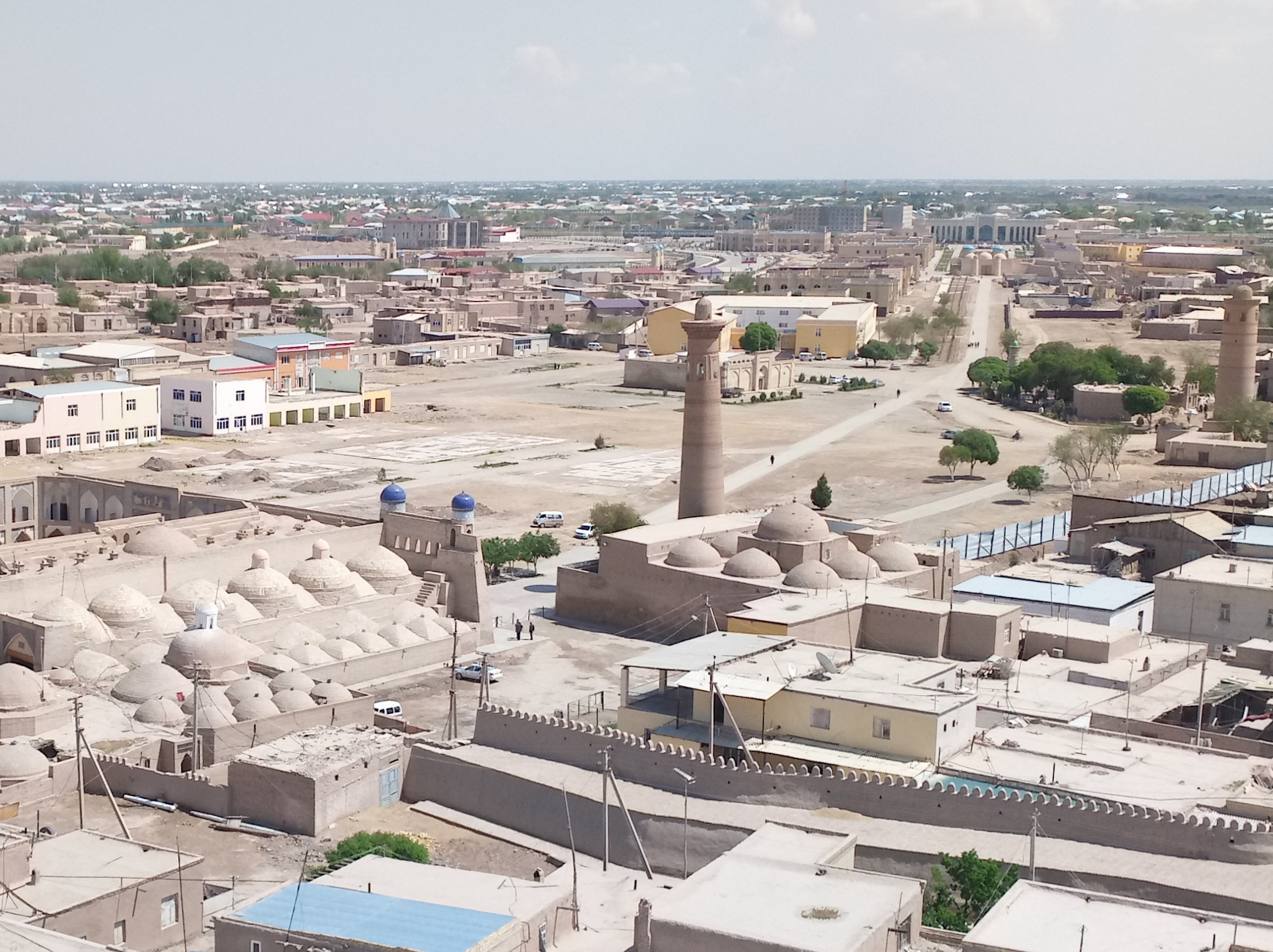
Der Komplex Said Scheliker Bei vor dem Stadttor Palwan Darwaze

Der Komplex Said Scheliker Bei ist ein religiöser Gebäudekomplex in Chiwa. Er befindet sich in der neueren äußeren Stadt Dischan-Kala unweit vor dem Stadttor Palwan-Darwaza, ist aber dennoch Teil des UNESCO-Welterbes der historischen Altstadt Itchan-Kala.

## Bauwerk
Der Baukomplex Said Scheliker Bei besteht aus einer Moschee, einer Medrese und einem Minarett. Er wurde vom Kaufmann Said Scheliker Bei in der Regierungszeit des Khans Alla Kuli (Herrschaft 1825 bis 1842) gebaut. Alla Kuli hatte die äußere Stadt Dischan-Kala mit einer Stadtmauer befestigen lassen.
Die Moschee des Komplexes hat neun Kuppeln. Die hölzernen Pfeiler im Inneren stammen aus dem späten 18. Jahrhundert von anderen Bauten. Die Medrese ist zweigeschossig. Nach außen auffälligster Teil des Komplexes ist das Minarett. Es hat eine Höhe von mehr als 30 Meter. Es ist von einer Bogenlaterne gekrönt. Dieses hat ein stalaktitenförmiges Gesims (Muqarnas). Der Turm ist Teil einer aus fünf Minaretten, zu denen auch Kalta Minor und das Minarett der Dschuma-Moschee gehören, gebildeten Ost-West-Achse, der sogenannten Sonnenlinie.